# Lista de prêmios e indicações de Jennette McCurdy

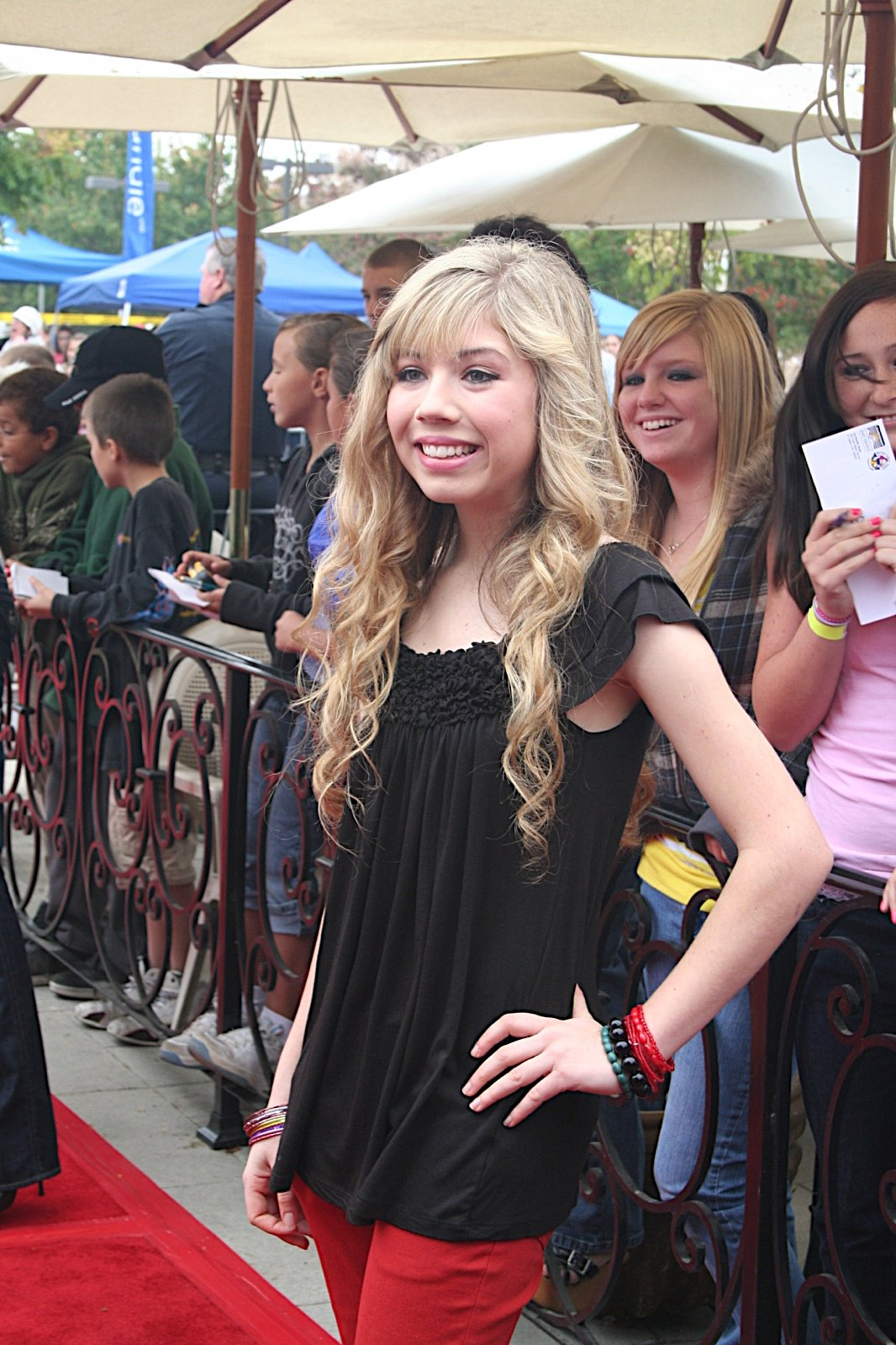
Jennette McCurdy

Jennette  McCurdy é uma ex-atriz, cantora, compositora e dubladora, estadunidense. Ficou conhecida pelo papel de Sam Puckett na série, iCarly onde lhe rendeu fama mundial. McCurdy iniciou a carreira em 2000, na MADtv. Participou do filme Hollywood Homicide para o cinema ao lado de Harrison Ford.
Jennette McCurdy entrou para a carreira musical em 2009 quando lançou seu primeiro single , So Close. O single atingiu o número 16 e 53 na lista de músicas country e pop mais vendidas do iTunes respectivamente. Seu segundo single intitulado Homeless Heart, foi disponibilizado para download no iTunes, em maio de 2009. Após dois anos, Jennette lançou seu terceiro single, Not That Far Away para seu primeiro EP que seria lançado em agosto de 2010. A canção ultrapassou sucessos nas tabelas musicais, e se tornou o maior hit de Jennette. O EP foi lançado em agosto, também intitulado: Not That Far Away. No início de 2011, McCurdy iniciou sua primeira turnê musical, Generation Love Tour, e em abril de 2011, lançou seu quarto single, Generation Love.
Atualmente é a protagonista da série Sam & Cat onde reprisa seu papel de Sam Puckett ao lado de Ariana Grande.

## Lista
| Ano  | Prêmio                                                 | Categoria                                                                              | Trabalho                                          | Resultado |
| ---- | ------------------------------------------------------ | -------------------------------------------------------------------------------------- | ------------------------------------------------- | --------- |
| 2005 | Young Artist Awards                                    | Melhor Performance em uma Série de Televisão – Atriz Jovem Convidada                   | Strong Medicine                                   | Indicado  |
| 2008 | Young Artist Awards                                    | Melhor Performance em um Filme de TV, Minissérie ou Especial – Atriz Coadjuvante Jovem | The Last Day of Summer                            | Indicado  |
| 2008 | Young Artist Awards                                    | Melhor Performance em uma Série de Televisão – Atriz Coadjuvante Jovem                 | iCarly                                            | Indicado  |
| 2009 | Teen Choice Awards                                     | Escolha de Companheiro de Televisão                                                    | iCarly                                            | Indicado  |
| 2009 | Teen Choice Awards                                     | Choice TV Sidekick                                                                     | iCarly                                            | Indicado  |
| 2009 | Young Artist Awards                                    | Artistas Jovens proeminente em uma série de TV                                         | iCarly                                            | Indicado  |
| 2010 | Young Artist Awards                                    | Performance Marcante de Jovem em uma Série de Televisão                                | iCarly                                            | Indicado  |
| 2010 | Australian Kids' Choice Awards                         | Prêmio LOL                                                                             | iCarly                                            | Venceu    |
| 2010 | Young Artist Awards                                    | Artistas Jovens proeminente em uma série de TV                                         | iCarly                                            | Indicado  |
| 2011 | Kids' Choice Awards                                    | Companheiro da Televisão Favorito                                                      | iCarly                                            | Venceu    |
| 2011 | Kids' Choice Awards                                    | Co-Protagonista Favorito                                                               | iCarly                                            | Venceu    |
| 2011 | Teen Choice Awards                                     | Rouba Cena Feminina                                                                    | iCarly                                            | Indicado  |
| 2011 | Teen Choice Awards                                     | Artista Country Favorita                                                               | Ela mesma como cantora                            | Indicado  |
| 2011 | Australian Kids' Choice Awards                         | Prêmio LOL                                                                             | iCarly                                            | Venceu    |
| 2011 | Meus Prêmios Nick Brasil                               | Personagem Mais Engraçado                                                              | iCarly interpretando Sam Puckett                  | Venceu    |
| 2011 | Kids' Choice Awards                                    | Favorito TV Sidekick                                                                   | iCarly                                            | Venceu    |
| 2012 | Kids' Choice Awards                                    | Personagem Favorito                                                                    | iCarly                                            | Venceu    |
| 2012 | Kids' Choice Awards                                    | Ator (Atriz) de Reparto Favorito(a)                                                    | iCarly                                            | Venceu    |
| 2013 | Australian Kids' Choice Awards                         | Estrela da Nick                                                                        | iCarly ela mesma                                  | Indicado  |
| 2013 | J-14 Teen Icon Awards                                  | Coração Iconic                                                                         | Ela mesma- Hospital de Pesquisa Infantil St. Jude | Indicado  |
| 2013 | J-14 Teen Icon Awards                                  | Iconic Viner                                                                           | Ela mesma                                         | Indicado  |
| 2013 | Meus Prêmios Nick                                      | Personagem Favorito (Sam)                                                              | iCarly                                            | Indicado  |
| 2013 | J-14 Teen Icon Awards (J-14 Prêmios adolescente Ícone) | Ícone TV Atriz                                                                         | Sam & Cat Ela mesma                               | Indicado  |
| 2013 | J-14 Teen Icon Awards                                  | Icon TV Show (Ícone TV Show)                                                           | Sam & Cat                                         | Indicado  |
| 2014 | Shorty Awards                                          | Atriz                                                                                  | Ela mesma                                         | Indicado  |
| 2014 | Shorty Awards                                          | VINEOGRAPHER                                                                           | Ela mesma                                         | Indicado  |
| 2014 | Shorty Awards                                          | COMEDIANTE                                                                             | Ela mesma                                         | Indicado  |
| 2014 | Shorty Awards                                          | INSTAGRAMMER                                                                           | Ela mesma                                         | Indicado  |
| 2014 | Shorty Awards                                          | CELEBRIDADE                                                                            | Ela mesma                                         | Indicado  |
| 2014 | ANMTVLA Awards                                         | Melhor Série Infantil de 2013                                                          | Sam & Cat                                         | Indicado  |
| 2014 | ANMTV Brazil Awards                                    | Melhor infantil e séries adolescente exibiu em 2013                                    | Sam & Cat                                         | Indicado  |
| 2014 | Kids' Choice Awards                                    | Atriz de Tv Favorita                                                                   | Sam & Cat ela mesma                               | Indicado  |
| 2014 | Kids' Choice Awards                                    | Programa de Tv Favorito                                                                | Sam & Cat                                         | Venceu    |
| 2015 | Kids' Choice Awards                                    | Programa de Tv Favorito                                                                | Sam & Cat                                         |           |
| 2015 | Kids' Choice Awards                                    | Atriz de Tv Favorita                                                                   | Sam & Cat ela mesma                               |           |